# Anna Vasilčiková
Anna Vasilčiková (rusky Анна Васильчикова) byla ruská carevna, pátá manželka Ivana IV. Hrozného.

## Život
O původu a životě Anny Vasilčikové se dochovalo jen málo informací. Za Ivana Hrozného se provdala v lednu 1575 bez požehnání ruské církve. Později ji Ivan Hrozný zapudil a tak odešla do kláštera, kde se stala jeptiškou.
Datum její smrti je nejasné, ale nejspíš se tak stalo v letech 1576 či 1577. Existuje teorie, že zemřela násilnou smrtí, snad na carův příkaz.